# Sudamerlycaste costata
Sudamerlycaste costata är en orkidéart som först beskrevs av John Lindley, och fick sitt nu gällande namn av Fredy Archila. Sudamerlycaste costata ingår i släktet Sudamerlycaste och familjen orkidéer. Inga underarter finns listade i Catalogue of Life.

## Bildgalleri

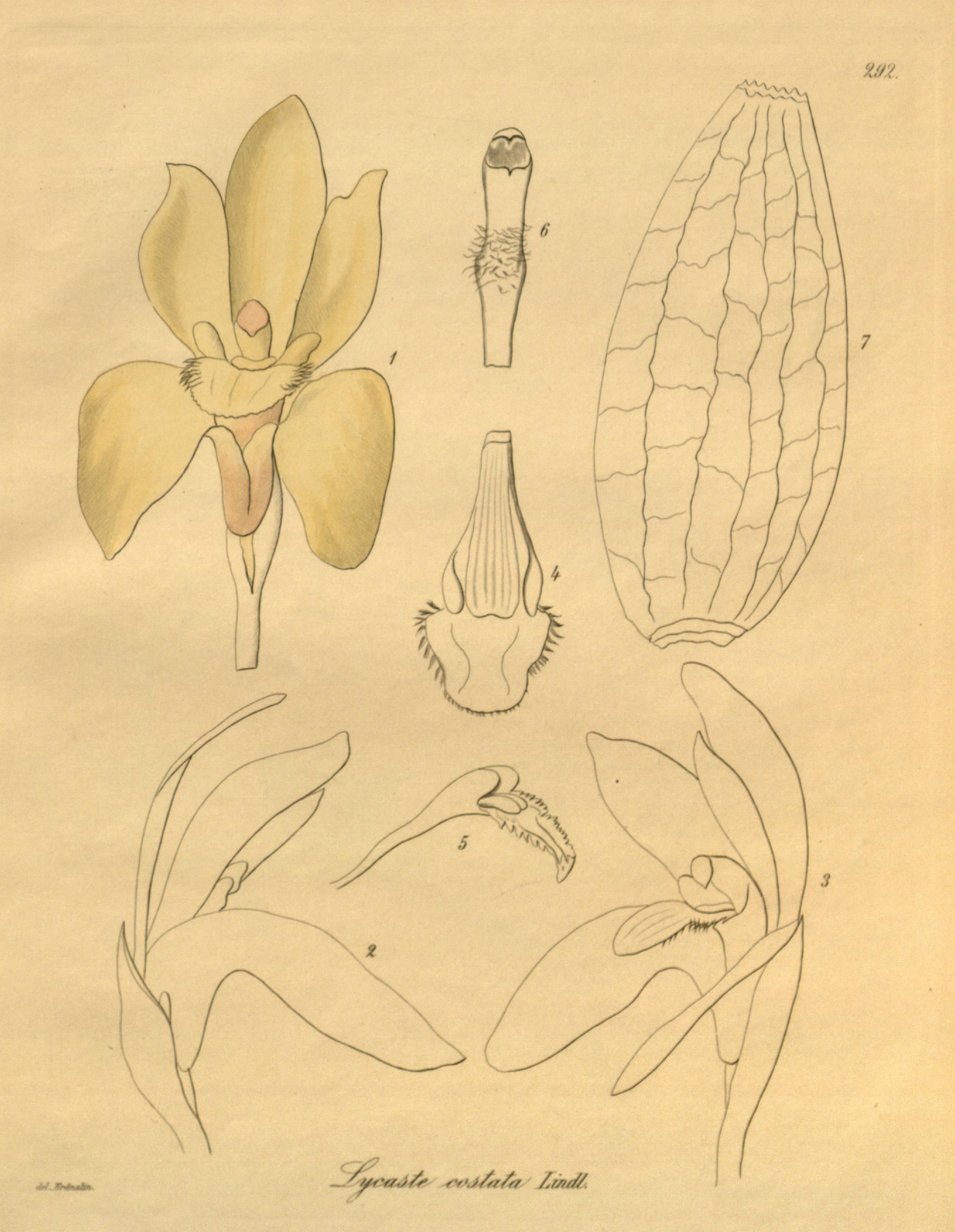